# W fest
El W-FEST fue un evento conmemorativo con carácter de retrospectiva sobre los primeros diez años del desarrollo del formato de las series web en Chile.   Se celebró en la ciudad de Santiago, entre el 13 y el 18 de diciembre del año 2021, en el Centro Cultural de España, siendo uno de los primeros eventos presenciales de este tipo tras las medidas de confinamiento adoptadas por la pandemia.  

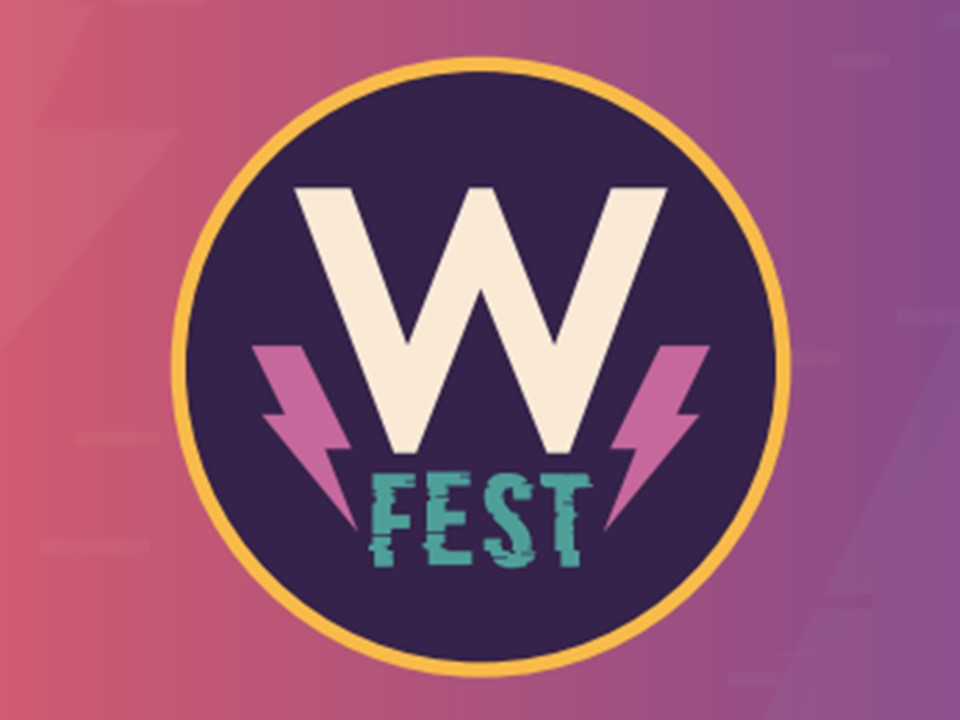

## Organización
La retrospectiva fue organizada por el sitio web especializado OTRASSERIES.CL con financiamiento del Ministerio de las Culturas, las Artes y el Patrimonio de Chile.

## Obras
El certamen logró reunir casi un centenar de series web, de ficción, no ficción y animación; producidas en Chile entre los años 2011 y 2021.

## Jurado
El Festival contó con destacados profesionales de Chile, Perú y Argentina, para la evaluación de las obras.   Además el certamen contó con una modalidad de votación en línea para los premios del público.  La organización del Festival otorgó también cuatro distinciones honoríficas a cuatro productoras por su aporte al desarrollo del formato en Chile.

## Palmarés

### Premios del Jurado
- Mejor Webserie Chilena Ficción, Retrospectiva 10 años; Los Jetas.
- Mejor Webserie Chilena Animación, Retrospectiva 10 años; Crononauta.
- Mejor Webserie Chilena No Ficción, Retrospectiva 10 años; Paradojas del Nihilismo, la Academia.
- Mejor Webserie Chilena Estrenos 2020-2021; Voces Káwesqar.
- Mejor Webserie No Ficción Temática Musical; Maestros del Sonido.
- Mejor Dirección; Gringolandia.
- Mejor Autoría Femenina; Psicóticas Inseguras.

### Premios del Público
- Mejor Webserie Ficción; Mucho Pedir.
- Mejor Webserie Animación; Crononauta.
- Mejor Webserie No Ficción; Acorde al Muro.
- Mejor Webserie Regional; El Peor Robo del Siglo.

### Premio aporte al desarrollo del formato
- Productora Aqua Ideas.
- Productora Introfilms.
- Productora Marmota Studio.
- Productora Instaseries Chile.